# Mitsubishi 3000GT
O Mitsubishi 3000GT (Mitsubishi GTO no Japão e Dodge Stealth nos Estados Unidos) é um automóvel desportivo da Mitsubishi Motors. O seu lançamento ocorreu em 1990. O nome foi retirado do famoso Galant GTO e foi vísivel que as expectativas da Mitsubishi foram altas.
Este carro recebeu muitos mecanismos que foram pensados para ele. O chassis foi desenvolvido tendo o controlo integral às quatro rodas. Esse carro inclui 4X4, direção. Tem também um spoiler e um sistema de escape que controla o som do escape.
As caraterísticas eram iguais ao GTO.
O motor montado, na dianteira, é um 3L DOHC V6 Bi-Turbo 6G72 na versão VR4 ou a sua versão NA. O modelo turbo produz 300 cv/42,5 kgfm, e o SL/SR produz 222 cv/28,0 kgfm.
Foi feita em 1993 os faróis retrácteis foram descontinuados para faróis fixos quando o modelo bi-turbo recebeu a caixa manual Getrag de 6 velocidades e o binário aumentou para 320 cv/43,5 kgfm que em Agosto de 1994 foi adicionado o modelo MR (somente GTO) que tem menos 30 kg do que o outro e dois anos depois, recebeu rodas de 18 polegadas e em 1998, para o modelo 1999 recebeu peças aerodinâmicas mais agressivas e uma asa traseira grande.
Apesar do 3000 GT (GTO) ter continuado a evoluir, ele perdeu a popularidade para outros carros desportivos da época: Toyota Supra, Nissan Skyline, Mazda RX-7, Honda S2000, etc. Tendo então, a sua produção concluída em agosto de 1999, mas com algumas poucas dezenas de GTO's produzidas no ano de 2000.
Em 1989, foi apresentado em Auto salão de Tokio o Mitsubishi HSX.
- Mitsubishi 3000 GT Mk. I: (1990-1993) 222-300 cv
- Mitsubishi 3000 GT Mk. II: (1994-1999) 222-320 cv